# Joe Corvo
Joseph Edward Corvo (* 20. června 1977 v Oak Park, Illinois, USA) je bývalý americký hokejový obránce.

## Hráčská kariéra
Draftován byl v roce 1997 týmem Los Angeles Kings ve 4. kole, celkově na 83. místě. Dne 1. července 2006 podepsal smlouvu s týmem Ottawa Senators na čtyři roky smlouvu v hodnotě 10.500.000 dolarů. Dne 26. října 2006 vytvořil klubový rekord obránců Ottawy Senators v počtu kanadských bodů v jednom zápase, když vstřelil ve hře jeden gól a čtyři asistence proti Torontu Maple Leafs. K tomu byl jmenován první hvězdou utkání.

## Ocenění a úspěchy
- 1996 CCHA - All-Rookie Tým
- 1997 CCHA - Druhý All-Star Tým
- 1997 MSJ - Nejlepší obránce
- 2003 AHL - All-Star Game
- 2005 AHL - Nejlepší střelec v playoff mezi obránci

## Prvenství
- Debut v NHL - 14. prosince 2002 (Los Angeles Kings proti Pittsburgh Penguins)
- První gól v NHL - 6. ledna 2003 (Minnesota Wild proti Los Angeles Kings)
- První asistence v NHL - 13. ledna 2003 (Los Angeles Kings proti San Jose Sharks)

## Klubové statistiky
| Sezóna       | Klub                        | Soutěž       |     | Základní část | Základní část | Základní část | Základní část | Základní část |   | Play off | Play off | Play off | Play off | Play off |
| Sezóna       | Klub                        | Soutěž       | Z   | G             | A             | B             | TM            | Z             | G | A        | B        | TM       |          |          |
| 1994–95      | Omaha Lancers               | USHL         | 40  | 4             | 9             | 13            | 12            | —             | — | —        | —        | —        |          |          |
| 1995–96      | Western Michigan University | NCAA         | 41  | 5             | 25            | 30            | 38            | —             | — | —        | —        | —        |          |          |
| 1996–97      | Western Michigan University | NCAA         | 32  | 12            | 21            | 33            | 85            | —             | — | —        | —        | —        |          |          |
| 1997–98      | Western Michigan University | NCAA         | 32  | 5             | 12            | 17            | 93            | —             | — | —        | —        | —        |          |          |
| 1998–99      | Springfield Falcons         | AHL          | 50  | 5             | 15            | 20            | 32            | —             | — | —        | —        | —        |          |          |
| 1998–99      | Hampton Roads Admirals      | ECHL         | 5   | 0             | 0             | 0             | 15            | 4             | 0 | 1        | 1        | 0        |          |          |
| 2000–01      | Lowell Lock Monsters        | AHL          | 77  | 10            | 23            | 33            | 31            | 4             | 3 | 1        | 4        | 0        |          |          |
| 2001–02      | Manchester Monarchs         | AHL          | 80  | 13            | 37            | 50            | 30            | 5             | 0 | 5        | 5        | 0        |          |          |
| 2002–03      | Manchester Monarchs         | AHL          | 26  | 8             | 18            | 26            | 8             | 3             | 0 | 0        | 0        | 0        |          |          |
| 2002–03      | Los Angeles Kings           | NHL          | 50  | 5             | 7             | 12            | 14            | —             | — | —        | —        | —        |          |          |
| 2003–04      | Los Angeles Kings           | NHL          | 72  | 8             | 17            | 25            | 36            | —             | — | —        | —        | —        |          |          |
| 2004–05      | Chicago Wolves              | AHL          | 23  | 7             | 7             | 14            | 14            | 18            | 4 | 5        | 9        | 12       |          |          |
| 2005–06      | Los Angeles Kings           | NHL          | 81  | 14            | 26            | 40            | 38            | —             | — | —        | —        | —        |          |          |
| 2006–07      | Ottawa Senators             | NHL          | 76  | 8             | 29            | 37            | 42            | 20            | 2 | 7        | 9        | 6        |          |          |
| 2007–08      | Ottawa Senators             | NHL          | 51  | 6             | 21            | 27            | 18            | —             | — | —        | —        | —        |          |          |
| 2007–08      | Carolina Hurricanes         | NHL          | 23  | 7             | 14            | 21            | 8             | —             | — | —        | —        | —        |          |          |
| 2008–09      | Carolina Hurricanes         | NHL          | 81  | 14            | 24            | 38            | 18            | 18            | 2 | 5        | 7        | 4        |          |          |
| 2009–10      | Carolina Hurricanes         | NHL          | 34  | 4             | 4             | 8             | 12            | —             | — | —        | —        | —        |          |          |
| 2009–10      | Washington Capitals         | NHL          | 18  | 2             | 4             | 6             | 2             | 7             | 1 | 1        | 2        | 4        |          |          |
| 2010–11      | Carolina Hurricanes         | NHL          | 82  | 11            | 29            | 40            | 18            | —             | — | —        | —        | —        |          |          |
| 2011–12      | Boston Bruins               | NHL          | 75  | 4             | 21            | 25            | 13            | 5             | 0 | 0        | 0        | 0        |          |          |
| 2012–13      | Carolina Hurricanes         | NHL          | 40  | 6             | 11            | 17            | 14            | —             | — | —        | —        | —        |          |          |
| 2013–14      | Ottawa Senators             | NHL          | 25  | 3             | 7             | 10            | 10            | —             | — | —        | —        | —        |          |          |
| 2013–14      | Chicago Wolves              | AHL          | 10  | 1             | 4             | 5             | 0             | 9             | 0 | 4        | 4        | 9        |          |          |
| Celkem v NHL | Celkem v NHL                | Celkem v NHL | 708 | 92            | 218           | 310           | 241           | 50            | 5 | 13       | 18       | 14       |          |          |
| Celkem v AHL | Celkem v AHL                | Celkem v AHL | 256 | 43            | 100           | 143           | 115           | 30            | 7 | 11       | 18       | 12       |          |          |

## Reprezentace
| Rok                       | Tým                       | Soutěž                    | Z  | G | A | B | TM |
| ------------------------- | ------------------------- | ------------------------- | -- | - | - | - | -- |
| 2000                      | USA 20                    | MSJ                       | 6  | 1 | 1 | 2 | 0  |
| 2003                      | USA                       | MS                        | 6  | 0 | 1 | 1 | 2  |
| 2006                      | USA                       | MS                        | 7  | 0 | 0 | 0 | 0  |
| Juniorská kariéra celkově | Juniorská kariéra celkově | Juniorská kariéra celkově | 6  | 1 | 1 | 2 | 0  |
| Seniorská kariéra celkově | Seniorská kariéra celkově | Seniorská kariéra celkově | 13 | 0 | 1 | 1 | 2  |